# Перпињан
Перпињан (фр. Perpignan, кат. Perpinyà) град је у јужној Француској, на реци Тет, близу обале Лионског залива. Административно припада регији Лангдок—Русијон и главни је град департмана Источни Пиринеји.
По подацима из 2006. године број становника у месту је био 115.326. По томе је ово 30. град по величини у континенталној Француској и други у региону Лангдок—Русијон (после Монпељеа).
Перпињан је удаљен 70 километара јужно од Нарбона и 30 километара северно од шпанске границе. То је једно од омиљених француских летовалишта. У Перпињану постоји универзитет.

## Географија

### Клима
| Клима (Перпињан)            | Клима (Перпињан) | Клима (Перпињан) | Клима (Перпињан) | Клима (Перпињан) | Клима (Перпињан) | Клима (Перпињан) | Клима (Перпињан) | Клима (Перпињан) | Клима (Перпињан) | Клима (Перпињан) | Клима (Перпињан) | Клима (Перпињан) | Клима (Перпињан) |
| Показатељ \ Месец           | .Јан.            | .Феб.            | .Мар.            | .Апр.            | .Мај.            | .Јун.            | .Јул.            | .Авг.            | .Сеп.            | .Окт.            | .Нов.            | .Дец.            | .Год.            |
| --------------------------- | ---------------- | ---------------- | ---------------- | ---------------- | ---------------- | ---------------- | ---------------- | ---------------- | ---------------- | ---------------- | ---------------- | ---------------- | ---------------- |
| Апсолутни максимум, °C (°F) | 25 (77)          | 26,5 (79,7)      | 28 (82)          | 32,4 (90,3)      | 34,4 (93,9)      | 36,8 (98,2)      | 40,5 (104,9)     | 38,7 (101,7)     | 36,8 (98,2)      | 34,2 (93,6)      | 28,1 (82,6)      | 26,7 (80,1)      | 40,5 (104,9)     |
| Средњи максимум, °C (°F)    | 12,4 (54,3)      | 13,2 (55,8)      | 16 (61)          | 18,2 (64,8)      | 21,8 (71,2)      | 26,2 (79,2)      | 29,2 (84,6)      | 28,9 (84)        | 25,4 (77,7)      | 21 (70)          | 15,9 (60,6)      | 13,1 (55,6)      | 20,1 (68,2)      |
| Просек, °C (°F)             | 8,4 (47,1)       | 9 (48)           | 11,7 (53,1)      | 13,8 (56,8)      | 17,3 (63,1)      | 21,5 (70,7)      | 24,3 (75,7)      | 24,1 (75,4)      | 20,7 (69,3)      | 16,8 (62,2)      | 12 (54)          | 9,1 (48,4)       | 15,7 (60,3)      |
| Средњи минимум, °C (°F)     | 4,4 (39,9)       | 4,9 (40,8)       | 7,4 (45,3)       | 9,4 (48,9)       | 12,9 (55,2)      | 16,8 (62,2)      | 19,4 (66,9)      | 19,3 (66,7)      | 16 (61)          | 12,6 (54,7)      | 8,1 (46,6)       | 5,1 (41,2)       | 11,4 (52,5)      |
| Апсолутни минимум, °C (°F)  | −8,2 (17,2)      | −11 (12)         | −5,9 (21,4)      | 0,2 (32,4)       | 2,4 (36,3)       | 7,4 (45,3)       | 11,2 (52,2)      | 10,4 (50,7)      | 5 (41)           | −1,2 (29,8)      | −5,7 (21,7)      | −6,3 (20,7)      | −11 (12)         |
| Количина падавина, mm (in)  | 50,6 (19,92)     | 44,8 (17,64)     | 43,5 (17,13)     | 55,9 (22,01)     | 50,1 (19,72)     | 28,3 (11,14)     | 17,1 (6,73)      | 32 (12,6)        | 47,3 (18,62)     | 89,8 (35,35)     | 58,6 (23,07)     | 54,4 (21,42)     | 572,4 (225,35)   |
| [ тражи се извор ]          |                  |                  |                  |                  |                  |                  |                  |                  |                  |                  |                  |                  |                  |

## Демографија
| 1962.  | 1968.   | 1975.   | 1982.   | 1990.   | 1999.   | 2006.   | 2011.   |
| ------ | ------- | ------- | ------- | ------- | ------- | ------- | ------- |
| 83.025 | 102.191 | 106.426 | 111.669 | 105.983 | 105.115 | 115.326 | 118.238 |

## Партнерски градови
- Тир
- Хановер[2]
- Ланкастер[3]
- Лејк Чарлс (Луизијана)
- Сарасота[4]
- Љеида
- Барселона
- Мостаганем
- Фигерас
- Ma'alot-Tarshiha
- Tavira